# آپاچی کورپوریشن
آپاچی کورپوریشن (به انگلیسی: Apache Corporation) شرکت نفت‌وگاز چندملیتی آمریکایی است، که دفتر مرکزی آن، در شهر هیوستون، تگزاس قرار دارد.
آپاچی یک شرکت چندملیتی فعال در بخش بالادستی صنعت نفت است و گروه‌های عملیاتی آن، در کشورهای ایالات متحده آمریکا، آرژانتین، استرالیا، کانادا، مصر و انگلستان مستقر می‌باشند.
در سال ۲۰۱۲، ارزش بازار شرکت آپاچی، حدود ۳۵ میلیارد دلار آمریکا بوده‌است. ذخایر اثبات شده نفت خام و گاز طبیعی این شرکت تا پایان سال ۲۰۱۰ بالغ بر ۲،۹ میلیارد بشکه نفت، برآورد شده‌است.